# Радио-предајник
Радио-предајник је електронски уређај који ствара електричне осцилације високе фреквенције, појачава их и модулише корисним сигналом информације, и преко предајне антене зрачи их у слободни простор. 
Предајници се састоје од осцилатора, појачавача, осцилаторних кола, филтра, модулатора, фреквентних мјешача (миксера), фреквентних синтисајзера, и других кола. 
Оригинални сигнал информације обично модулира талас носилац више фреквенције којег ствара предајник, и ова комбинација сигнала се онда подиже на виши ниво снаге који је потребан за пренос.
Комуникацијски канал је медијум преко којег се сигнал преноси. Медијуми су разни, и укључују жицу, оптичка влакна, ваздух, и вакуум.
Мали дио те израчене енергије се прима у радио-пријемнику, који је претвара у користан сигнал информације.
Радио-предајник се још назива радио-станица мада се обично сматра да је радио-станица установа која емитује стални уметничко-информативни програм.

## Подјела
По покретљивости се дијеле на преносне, превозне и стационарне, по фреквентном опсегу на ниско, средњо, високо, врло високо и ултрависоко-фреквентне, по врсти рада на радио-телеграфске, радио-телефонске, радио-телепринтерске, радарске, телевизијске, по предајној снази на мале снаге (до 100 W), средње (до 1000 W) и велике снаге (преко 1000 W), према домету на радио-предајнике малог домета (до 10 km), средњег домета (до 100 km) и великог домета (преко 100 km), а по врсти модулације на радио-предајнике са амплитудном, фреквентном, импулсном и фазном модулацијом.

## Врсте предајника
Врсте су разне, зависно од типа информација, медијума преноса и других фактора. Неки су наведених су у ствари у склопу примопредајника — комбинације предајника и пријемника.
- Радијски предајник
- Телевизијски предајник
- Радарски предајник
- Телефон
- Мрежна картица (интернет комуникација)

## Дијелови
Сваки радио-предајник се састоји од више дијелова. Основни су: степен за генерисање ација радне фреквенције, степен за појачавање високофреквентне (ВФ) снаге, антенски степен, и модулациони степен (модулатор).
Степен за генерисање осцилација радне фреквенције се базира на електронском осцилатору, који може бити разних конструкција. Најчешћи су кристални осцилатори (користе кристал кварца) и осцилатори са осцилаторним колима.
Степени за појачање ВФ снаге обично раде у класи Б или Ц, пошто степен изобличења није јако важан а излазна снага јест. У класи Ц се једна излазна полупериода сигнала потпуно одсијеца. Да би се повратио таласни облик, у излазном колу таквог степена се налази осцилаторно коло, које осцилује на потребној фреквенцији примајућу енергију од појачавача класе Ц сваке друге полупериоде.
Антенски степен има задаћу да прими појачани и већ модулисани сигнал ВФ, да прилагоди импедансу излазног степена предајника антени, и да преко антене зрачи сигнал информације у околни простор.
Модулаторски степен служи за утискивање корисног сигнала информације на носећу високу фреквенцију предајника. Сам начин рада зависи од конструкције и типа модулације. При једноставној амплитудној модулацији, могуће је рецимо мијењати амплитуду (величину) излазног ВФ сигнала промјеном напона на колектору/аноди излазног степена предајника. Таква модулација се онда зове колекторска или анодна модулација, зависно од излазног елемента (транзистор или електронска цијев).